# Козел відпущення

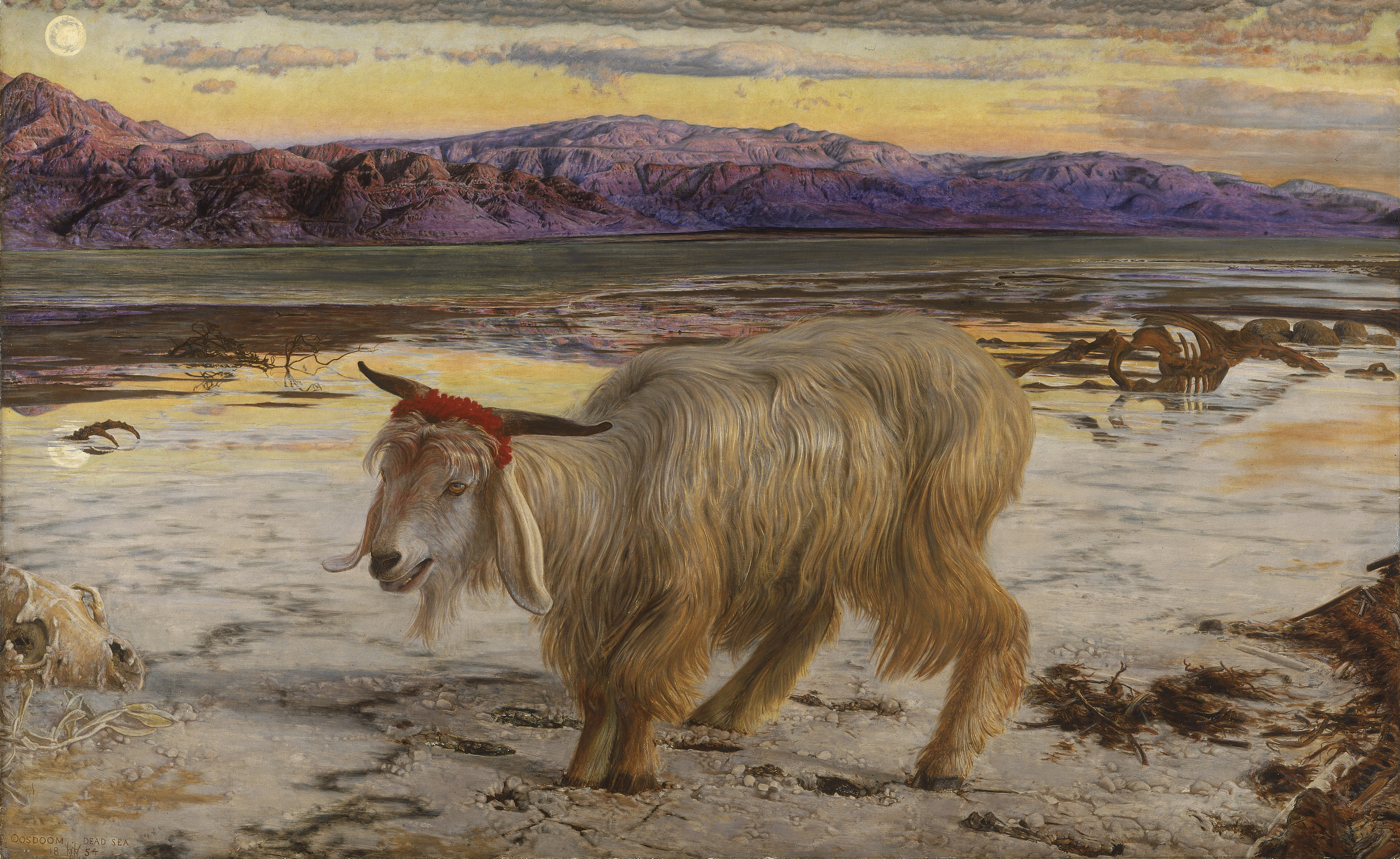
Картина Вільяма Голмана Ганта «Козел відпущення», 1854

Козе́л відпу́щення або козе́л офі́рний (розм. цап-відбувайло) — у юдаїзмі особлива тварина, яку, після символічного покладання на нього гріхів всього єврейського народу, відпускали в пустелю під час свята Йом-Кіпур. Ритуал, який існував тільки за часів Єрусалимського Храму, описано у Старому Заповіті у книзі Ваїкра (Левит 16).
У сучасній мові переносно так кажуть про людину, на яку зіштовхують чужу провину, відповідальність за чийсь учинок, або на прикладі котрої роблять вигляд боротьби з наслідками злочину, відволікаючи таким чином увагу від справжніх винуватців.